# Fort de Mons-en-Laonnois
Ne doit pas être confondu avec Fort de Mons.
Le fort de Mons-en-Laonnois, parfois appelé fort de Laniscourt et brièvement fort Sérurier, est un fort du système Séré de Rivières, situé dans le département français de l'Aisne.

## Histoire
Le fort a été érigé sur la commune de Mons-en-Laonnois, limitrophe de celle de Laniscourt, de 1874 à 1885, afin de contrer une éventuelle attaque des Allemands juste après la guerre franco-allemande de 1870. Il visait à contrer une invasion depuis la Belgique. Le fort possédait un poste optique pour communiquer avec la place de Laon et deux batteries annexes ; ses fossés étaient défendus par deux caponnières doubles. L'ensemble était armé avec 19 pièces d'artillerie et sa garnison pouvait s'élever à 280 hommes.
À la suite du développement d'obus chargés à la mélinite par Eugène Turpin en 1886, les fortifications sont rendues obsolètes car incapables de leur y résister. Il est alors décidé de ne pas rénover le fort, du fait de coûts jugés trop importants.
En 1887, le nom du maréchal Jean Mathieu Sérurier lui est attribué.
Durant les Première et Seconde Guerres mondiales, les Allemands stockaient leurs victuailles dans le fort. Repris par les Français, il est devenu un entrepôt de munitions jusqu'en 1963, atteignant jusqu'à 950 tonnes de munitions stockées.
Le 25 juin 1940, le fort reçoit la visite d'Adolf Hitler tandis que la bataille de France touche à sa fin. En effet, Hitler avait été affecté dans la région durant la Première Guerre mondiale et à la suite de la capitulation française, ce dernier a parcouru l'Aisne ainsi que la Marne entre le 21 et le 26 juin 1940.

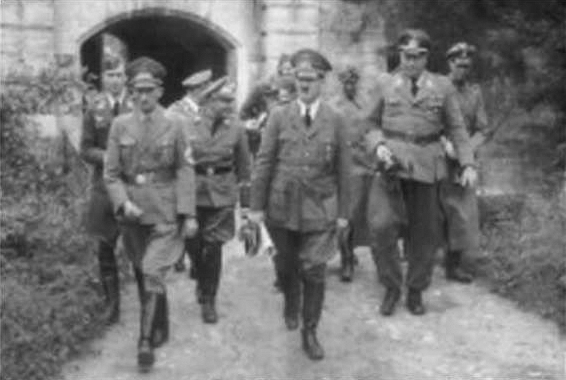
Hitler devant le fort de Mons-en-Laonnois, le 25 Juin 1940

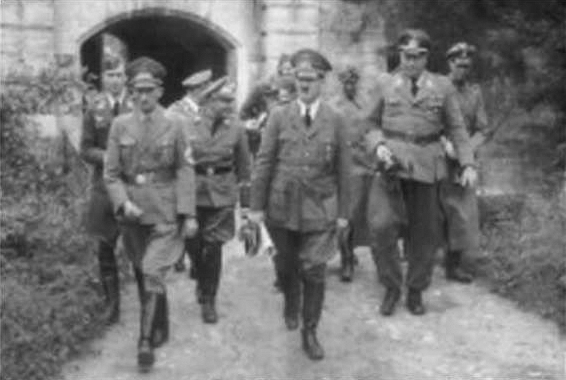
Hitler devant le Fort de Mons-en-Laonnois, le 25 Juin 1940.
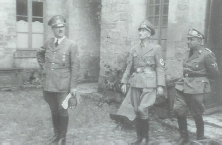
Hitler dans la cour du fort.

À l'été 1944, les forces Allemandes se replient et le fort est libéré.
C'est en 1998 que le fort est définitivement démilitarisé, puis sera racheté par la commune de Mons-en-Laonnois en l'an 2000.

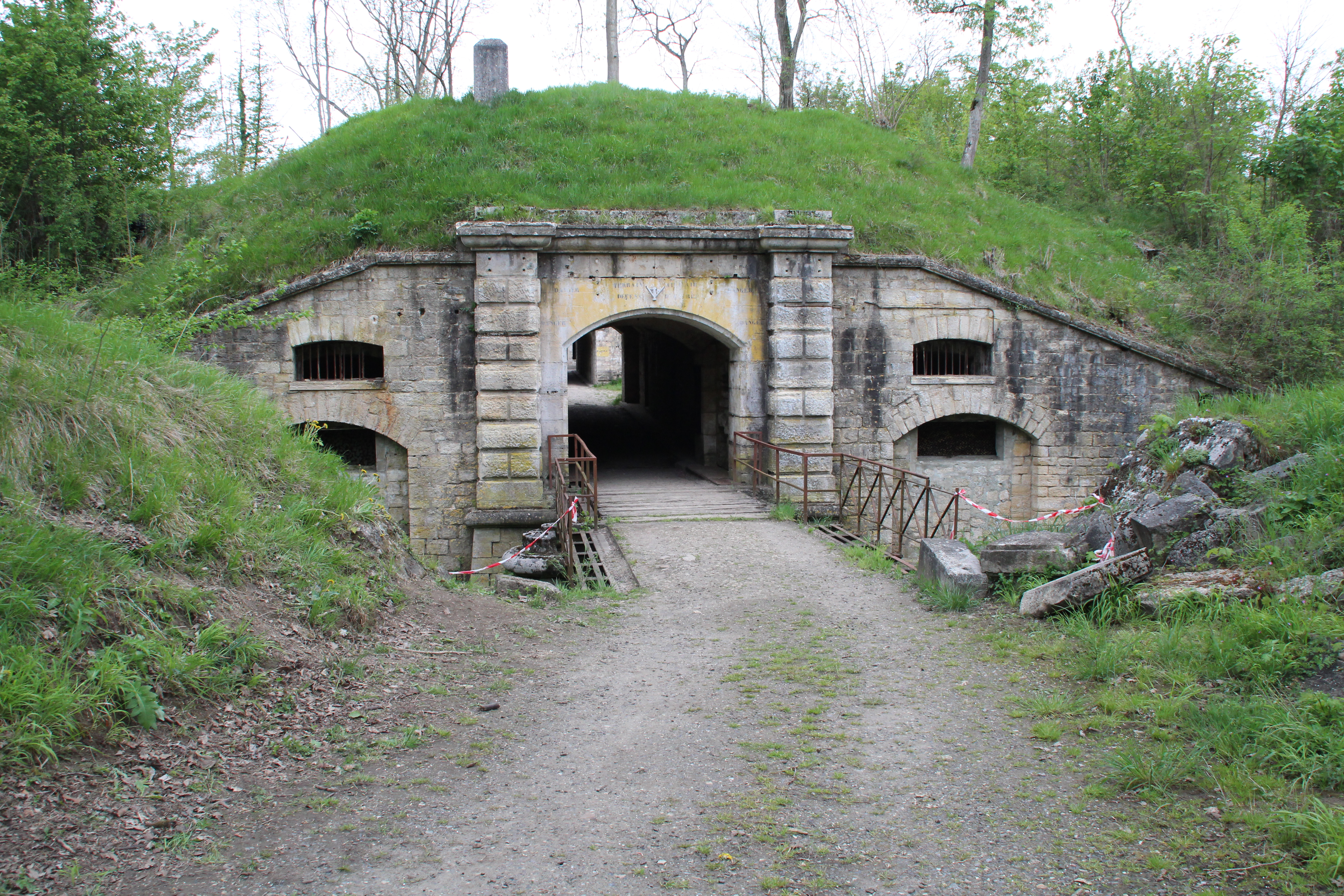
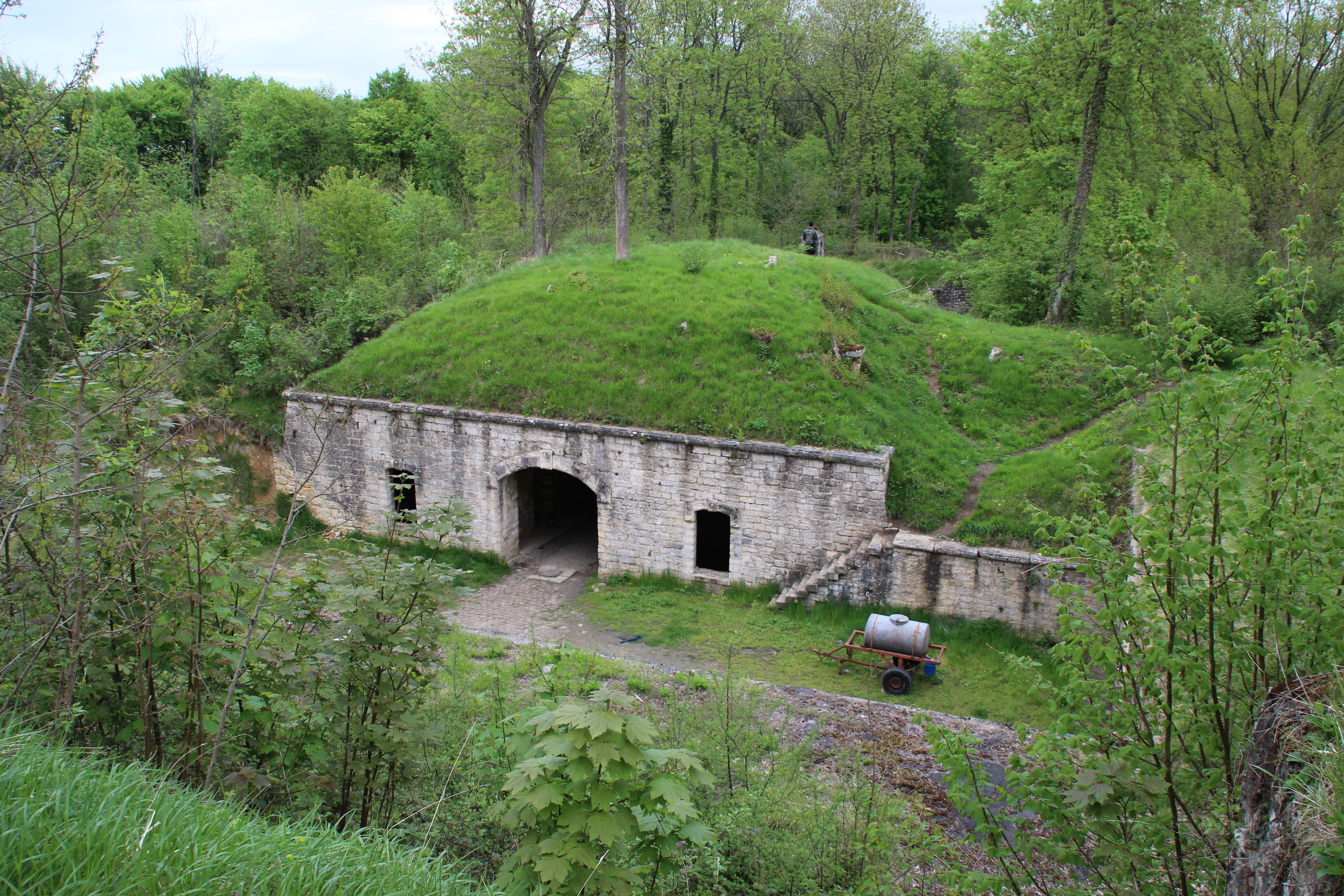
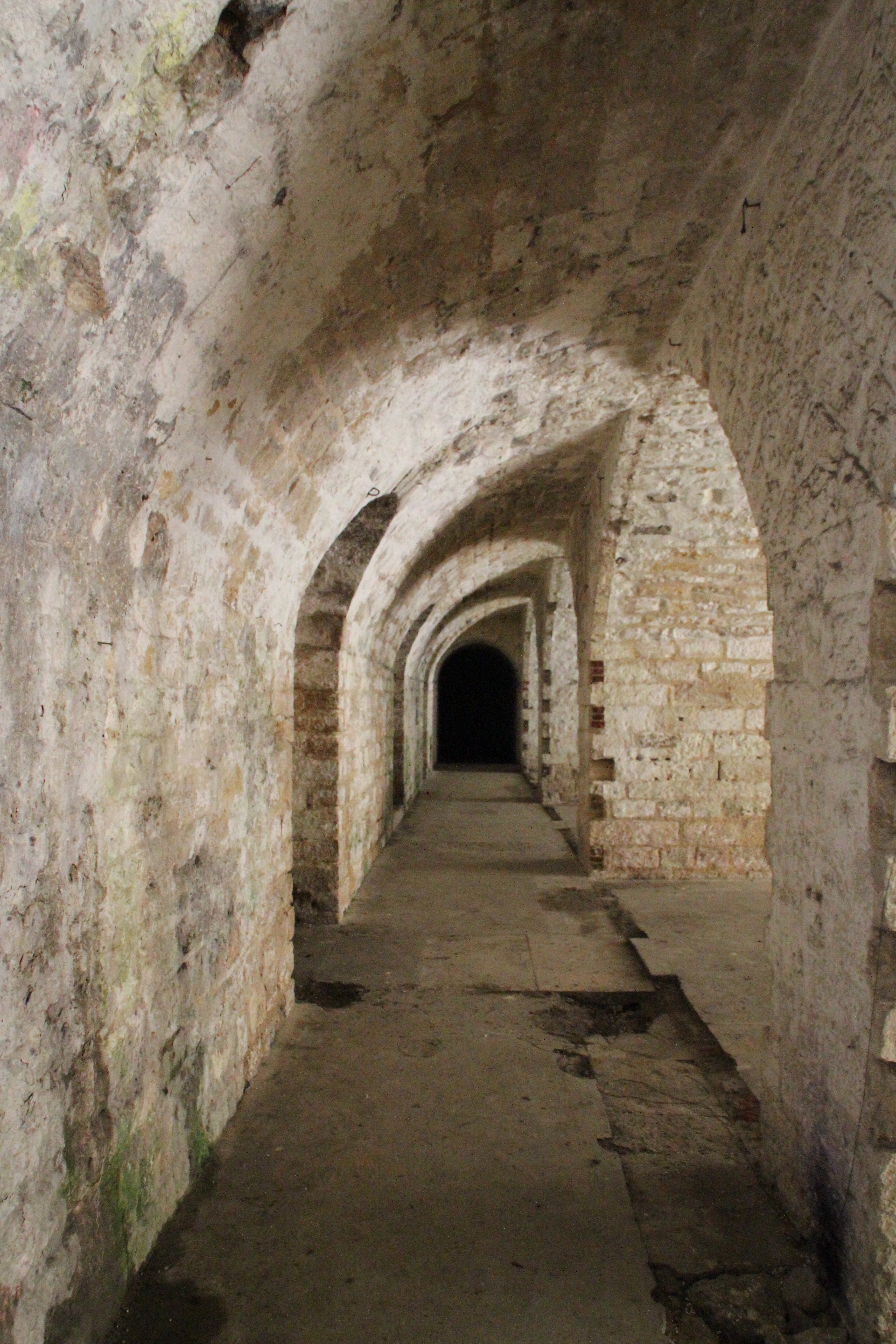